# Łopatonos (ptak)
Łopatonos (Malacorhynchus membranaceus) – gatunek ptaka z podrodziny gęsi (Anserinae) w rodzinie kaczkowatych (Anatidae) zamieszkującego Australię. Nie jest zagrożony wyginięciem.

## Systematyka
To jedyny żyjący przedstawiciel rodzaju Malacorhynchus; blisko spokrewnioną, choć nieco większą wymarłą formą z Nowej  Zelandii była Malacorhynchus scarletti (ang. kaczka Scarletta). Ta specyficzna gęś może być bliżej spokrewniona z plemieniem Tadornini, ale pokrewieństwo nie jest dotąd jasno wyjaśnione. Gatunek może być też bliski genetycznie bisiorce i sterniczkom (Sraml i in., 1996), stąd wcześniej umieszczano go w parafiletycznym taksonie piżmówek. Jednak z kaczkami (Anatinae) nie jest blisko spokrewniony. Nie wyróżnia się podgatunków.
Niegdyś pierwsi koloniści, którzy zamieszkiwali Australię Zachodnią, prawdopodobnie określali ją nazwą „kaczki z Nowej Holandii”.

### Etymologia
- Malacorhynchus: gr. μαλακος malakos „miękki, delikatny”; ῥυγχος rhunkhos „dziób”[8].
- membranaceus: łac. membranaceus „ze skóry, błoniasty”, od membrana „błona, skóra”, od membrum „członek, część”[8].

## Występowanie
Ptak szeroko rozprzestrzeniony w niemal całej Australii (i dla tego kontynentu endemiczny). Łopatonosy można spotkać wszędzie tam, gdzie znajdują się wody stojące, zwłaszcza na suchych obszarach interioru, gdzie roczne opady deszczu rzadko przekraczają 380 mm. W poszukiwaniu siedlisk potrafi pokonać wielkie odległości. Zamieszkuje obszary podmokłe i prowadzi ziemno-wodny tryb życia. Wybiera zwykle słodkowodne bagna, choć spotyka się ją na obszarach przybrzeżnych. W obfitujących w pokarm latach dochodzi do wzrostu lokalnych populacji, widać to zwłaszcza na ekologicznie odpowiednich dla niego łąkach śródlądowych i słonych jeziorach po opadach deszczu.

Na wspomnianych wyżej biotopach prowadzi zaloty i kojarzy się w pary. Okres lęgowy przypada na czas największego pojawu fito- i zooplanktonu. Jak tylko lokalne wody zaczynają wysychać, łopatonosy z nich odlatują. 
Stabilną populację zamieszkującą wschodnią Australię szacuje się na 370 000 osobników. W pomyślnych latach może wzrosnąć jednak nawet do ponad 750 tysięcy ptaków.
Bardzo późno przywieziono tego ptaka do Europy. W 1979 roku do Perth w Wielkiej Brytanii przywieziono 40 piskląt, jako bazę do dalszej hodowli. Później łopatonosy znalazły się w Ameryce Północnej. Okazało się jednak, że gatunek na etapie wylęgu jest bardzo wrażliwy na zimno.

## Charakterystyka
Długość ciała 36–45 cm, rozpiętość skrzydeł 57–71 cm; masa ciała samic 272–423 g, samców 290–480 g. Mała kaczka o bladym upierzeniu przy spojrzeniu z daleka, która zwraca na siebie uwagę dużym, łopatowatym dziobem. Głowa kontrastowo biało-czarno upierzona. Boki ciała, klatki piersiowej i dolna część są paskowane (przypomina to pasy u zebry). Szata godowa i spoczynkowa nie różni się wyglądem. Dymorfizm płciowy jest prawie niezauważalny, jedynie samice są nieco mniejsze. Nogi mają ciemnoszarą barwę, a tęczówki oczu brązową. Cechą charakterystyczną jest duży, łopatowaty dziób podobny jak u płaskonosa czarnolicego, od którego ptak ten jest mniejszy, osiągając 38–40 cm długości. Brązowy grzbiet i wierzch głowy, czarno-biało paskowane boki ciała i czarne plamy wokół oczu na białej części twarzowej sprawiają, że ptak jest nie do pomylenia z innymi gatunkami. Osobniki młodociane wyglądają podobnie jak dorosłe, są tylko nieco bardziej matowe. Angielska nazwa („kaczka różowoucha”) odnosi się do różowych punktów na styku czarnych wzorów na głowie. Widać je jednak tylko z bliska; łatwiej zauważalne, pasiaste boki spowodowały, że w Australii nazywa się ją też Zebra Duck („kaczka zebra”).

## Pożywienie

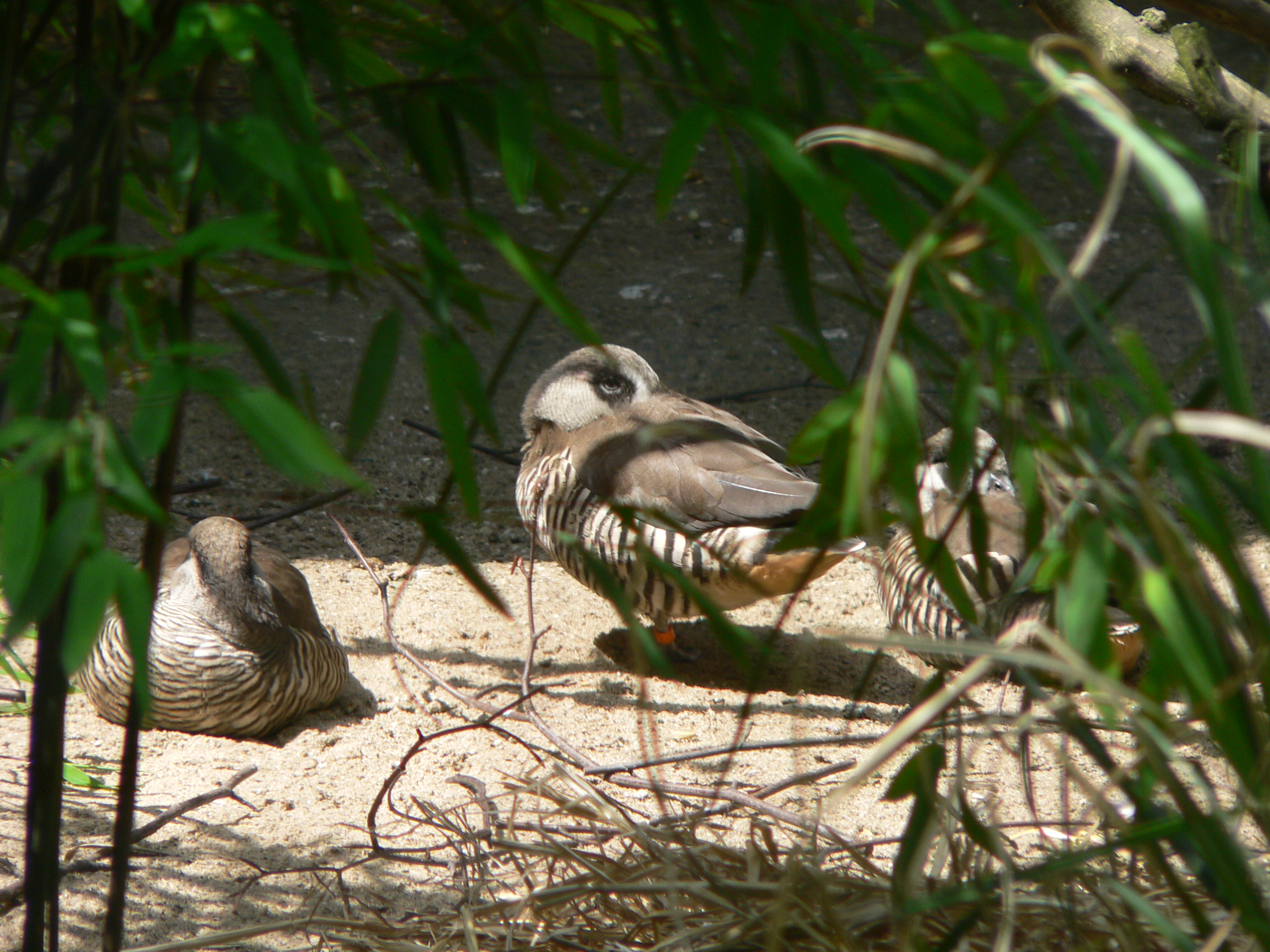
Specjalna budowa dzioba pozwala na wydajne cedzenie planktonu

Dieta opiera się na planktonie, jak też na skorupiakach, mięczakach i owadach. 
Dziób łopatonosa jest dobrze przystosowany do cedzenia drobnych organizmów, z giętkimi klapkami żuchwowymi, które tworzą kanał dla wody, co pozwala tym ptakom wydajnie filtrować glony i inne elementy planktonu. Pokarm mogą wyłapywać też używając wiru wodnego, wywoływanego przez dwa łopatonosy kręcące się w kółko jeden za drugim, wokół środkowego punktu. Powoduje to gromadzenie się pożywienia w wirze wodnym uformowanym w kształcie kolumny.

## Okres lęgowy
Gniazdowanie zaczyna się wraz z wysychaniem i wzrostem żyzności w sadzawkach, co powoduje przyrost materii organicznej. W pomyślnych latach liczne stada łopatonosów gromadzą się na płytkich równinnych rozlewiskach. W niesprzyjających warunkach ptaki mogą całkowicie ograniczyć reprodukcję.

## Status
IUCN uznaje łopatonosa za gatunek najmniejszej troski (LC, Least Concern) nieprzerwanie od 1988 roku. Trend liczebności populacji uznawany jest za stabilny, ale fluktuujący.